# Michel Portmann (Basketballspieler)
Michel Portmann (* 3. April 1981 in Basel) ist ein ehemaliger Schweizer Basketballspieler.

## Werdegang
Portmann spielte ab 1994 im Nachwuchs von CVJM Basel, von 1995 bis 2001 spielte er für CVJM Birsfelden. Seinen Einstand in der Herrenmannschaft des Vereins gab er im Alter von 15 Jahren in der Nationalliga B. Im Spieljahr 2001/02 stand der Flügelspieler (1,95 Meter gross) in Diensten des Erstligisten BC Boncourt. 2002/03 weilte er am Pensacola State College im US-Bundesstaat Florida. Zwischen Februar 2004 und 2007 verstärkte Portmann die aus einer Zusammenlegung des BC Arlesheim und dem CVJM Birsfelden entstandenen Mannschaft Starwings Basket Regio Basel. Bis 2005 war man in der Nationalliga B, hernach in der Nationalliga A vertreten. Portmann war Schweizer Nationalspieler.